# Lion Air
Lion Air ist mit Garuda Indonesia eine der größten indonesischen Fluggesellschaften mit Sitz in Jakarta und Basis auf dem Flughafen Soekarno-Hatta.

## Geschichte
Lion Air (Eigentümer PT Lion Mentari Airlines), wurde im Jahr 1999 gegründet und nahm den Flugbetrieb am 30. Oktober 2000 mit einem Flug von Jakarta nach Pontianak auf. 2005 war die Gesellschaft mit einer Großbestellung Erstkunde der Boeing 737-900ER, das erste Exemplar wurde am 27. April 2007 übergeben.
Im Juli 2007 wurden alle indonesischen Fluggesellschaften auf die Liste der Betriebsuntersagungen für den Luftraum der Europäischen Union gesetzt. Lion Air wurde am 16. Juni 2016 von der schwarzen Liste genommen.
Am 18. November 2011 unterzeichnete Lion Air-Chef Kirana auf Bali in Anwesenheit von US-Präsident Barack Obama mit Boeing-Chef Conner persönlich eine Rekordbestellung in Höhe von 230 Flugzeugen mit einem Wert von 21,7 Milliarden Euro.
Auf der Singapore Air Show im Februar 2012 bestellte Lion Air 201 Boeing 737 im Wert von 22,4 Milliarden US-Dollar. Des Weiteren bestellte die Tochtergesellschaft Wings Abadi Airlines 20 ATR 72-500 und 40 ATR 72-600.
Im März 2013 bestellte Lion Air mehr als 200 Mittelstrecken-Maschinen der Airbus-A320-Familie. Der Vertrag wurde am 18. März 2013 im Élysée-Palast, wo Präsident François Hollande die Chefs der EADS-Tochter und von Lion Air empfing, unterschrieben. Tatsächlich wurden nun 234 Mittelstreckenjets von Airbus geordert. Die Bestellung umfasst 109 Stück der neuen sparsamen Airbus A320neo, 65 A321neo sowie 60 A320-200. Nach Listenpreisen hat der Auftrag ein Volumen von rund 18,5 Milliarden Euro.
Die Lion Group erhöhte im November 2014 die ATR 72-600-Bestellung für Wings Abadi Airlines um 40 Stück auf insgesamt 100 Flugzeuge dieses Typs. Damit wird sie zum größten Kunden von ATR.
Lion Air besitzt 49 % an dem mit National Aerospace and Defence Industries (NADI) gegründeten Joint Venture, der Fluggesellschaft Malindo Air (Name abgeleitet von MALaysia–INDOnesia). Eine weitere 49-prozentige Tochter ist die 2013 gegründete Thai Lion Air. Beide fliegen in der gleichen Farbgebung wie Lion Air. Weitere Töchter sind Batik Air und Wings Abadi Airlines, bei denen dies jedoch nicht am Corporate Design erkennbar ist.
Durch die COVID-19-Pandemie wurde Lion Air gezwungen, den Flugbetrieb vorerst einzustellen. Am 1. Juni 2020 wurde der Flugbetrieb wieder aufgenommen, musste dann aber am Freitag, den 5. Juni 2020 gestoppt werden, da die meisten Passagiere die staatlich vorgegebenen Regeln zur Eindämmung der Pandemie nicht einhalten konnten (u. a. Vorlegung bestimmter vorgeschriebener Dokumente). Diese erneute Stilllegung des Flugbetriebs betrifft auch die Töchter Wings Air und Batik Air.

## Flugziele
Lion Air bedient hauptsächlich ein dichtes Netzwerk an Zielen innerhalb Indonesiens. Darüber hinaus bedient Lion Air auch einige internationale Flugziele.

## Flotte

### Aktuelle Flotte

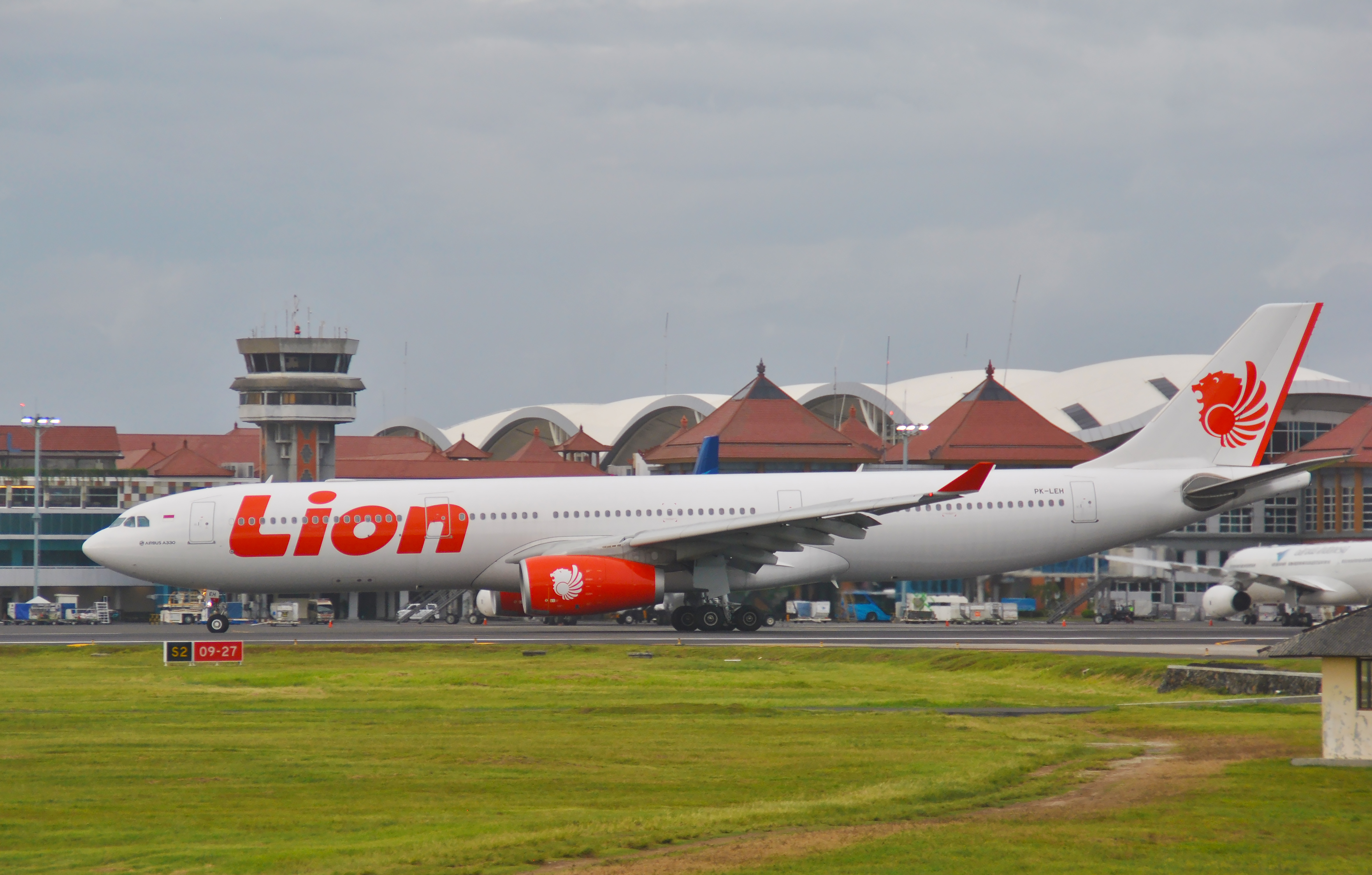
Airbus A330-300 der Lion Air

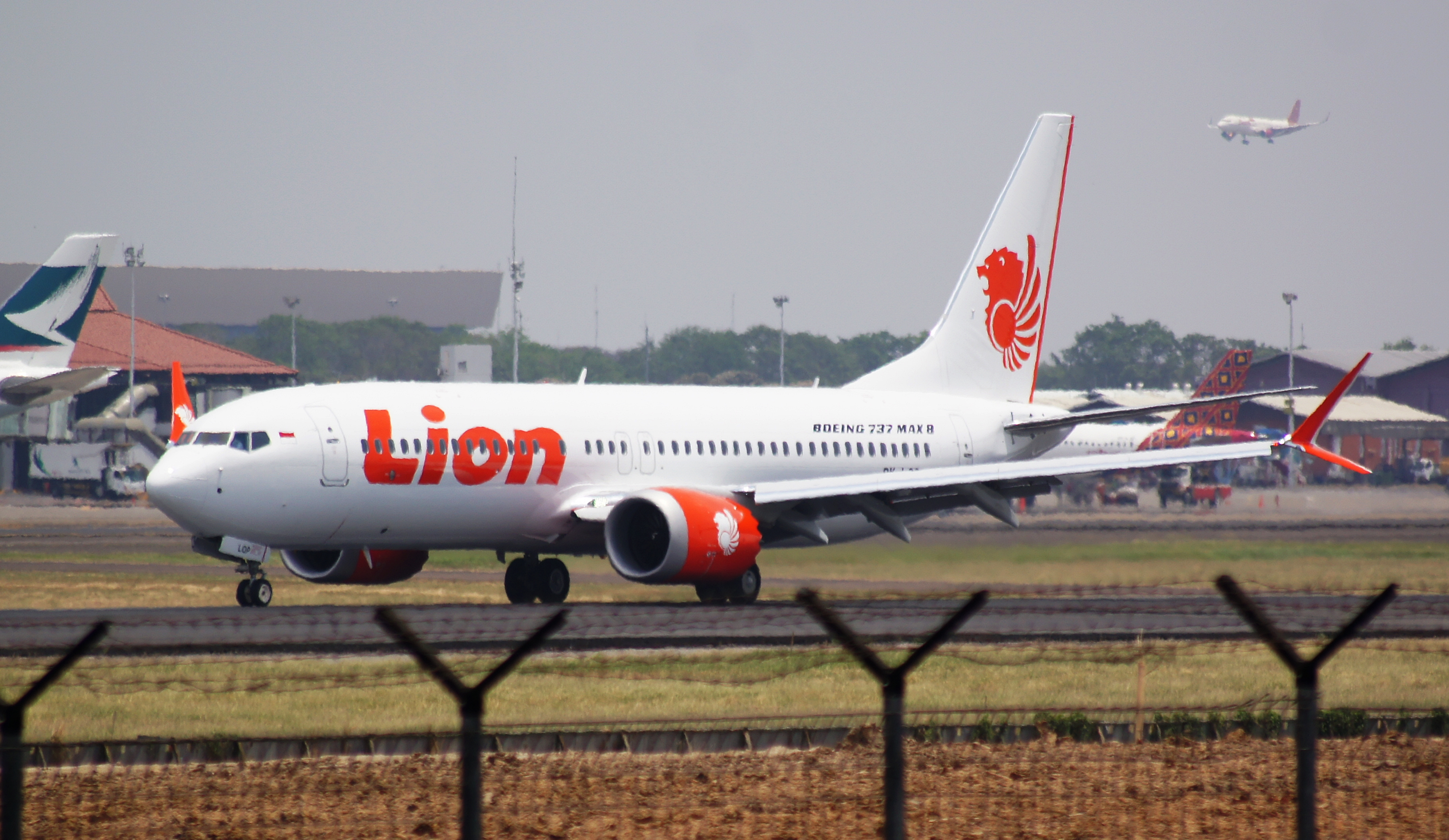
Boeing 737 Max 8 der Lion Air

Mit Stand Mai 2025 besteht die Flotte der Lion Air aus 99 Flugzeugen mit einem Durchschnittsalter von 12,6 Jahren:
| Flugzeugtyp        | Anzahl | bestellt | Anmerkungen                                                                 | Sitzplätze (Business/Economy) | Durchschnittsalter |
| ------------------ | ------ | -------- | --------------------------------------------------------------------------- | ----------------------------- | ------------------ |
| Airbus A320neo     |        | 113*     |                                                                             | – offen –                     |                    |
| Airbus A321neo     |        | 65*      |                                                                             | – offen –                     |                    |
| Airbus A330-300    | 05     |          |                                                                             | 440 (-/440)                   | 09,9 Jahre         |
| Airbus A330-900neo | 08     |          | zwei inaktiv                                                                | 440 (-/440)                   | 05,1 Jahre         |
| Boeing 737-800     | 023    |          | elf inaktiv; mit Winglets ausgestattet                                      | 189 (-/189)                   | 011,7 Jahre        |
| Boeing 737-900ER   | 059    |          | 19 inaktiv; mit Winglets ausgestattet; Lion Air war Erstkunde der 737-900ER | 206 (10/196) 214 (-/214)      | 14,5 Jahre         |
| Boeing 737 Max 9   | 04     | 229**    | eine inaktiv                                                                | 180 (-/180)                   | 07,5 Jahre         |
| Gesamt             | 099    | 407      |                                                                             |                               | 12,6 Jahre         |

*Teilweise oder ganz für Tochtergesellschaften bestimmt. Ein weiterer Airbus A320neo ist bereits für Batik Air im Einsatz.
** Ein Teil der Bestellung ist für Tochtergesellschaften bestimmt, die genaue Aufteilung zwischen Boeing 737 Max 8 und Boeing 737 Max 9 ist unklar. Die angegebene Anzahl  ist die Gesamtzahl der Bestellen Boeing 737 Max. Abzüglich der Flugzeuge, die für Tochtergesellschaften bestimmt sind.

### Ehemalige Flugzeugtypen

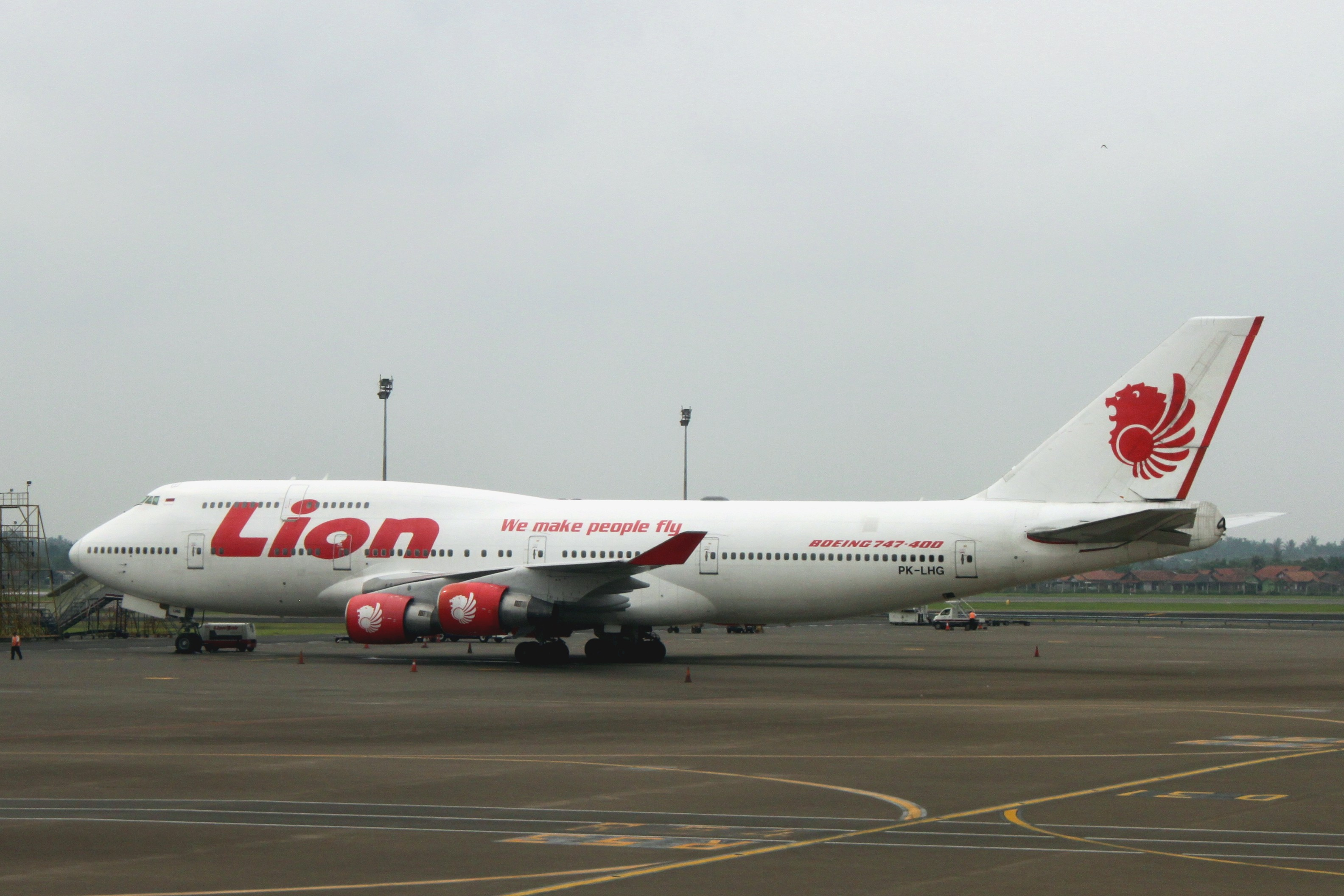
Boeing 747-400 der Lion Air

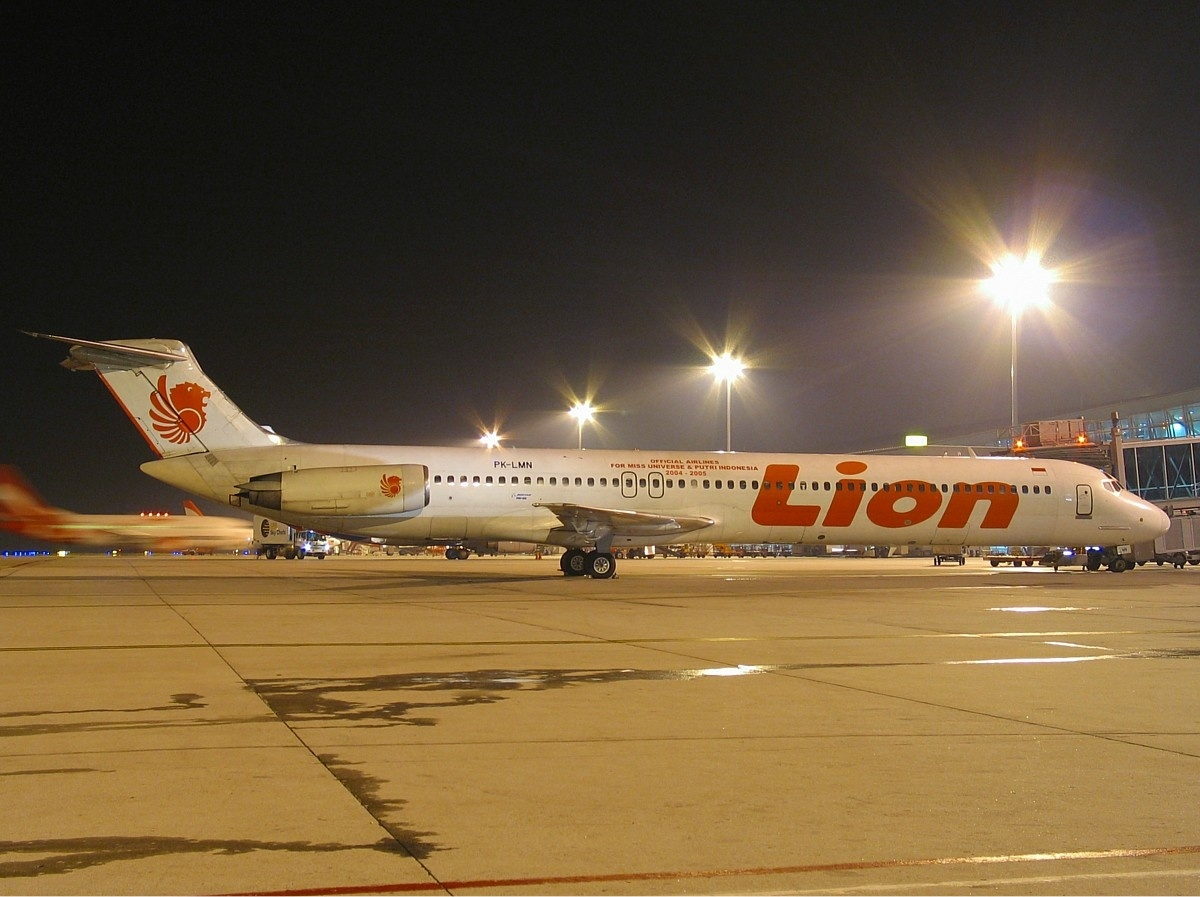
McDonnell Douglas MD-82 der Lion Air

Darüber hinaus setzte Lion Air in der Vergangenheit noch folgende Flugzeugtypen ein:
- Airbus A310-300
- Boeing 737-200
- Boeing 737-300
- Boeing 737-400
- Boeing 737 Max 8
- Boeing 747-400
- McDonnell Douglas MD-82
- McDonnell Douglas MD-83
- McDonnell Douglas MD-90

Die letzte Boeing 747-400 wurde am 24. März 2019 ausgemustert, damit wird in Indonesien keine Boeing 747 mehr betrieben. Seit April 2009 war sie bei Lion Air in Einsatz, ausgeliefert wurde sie 1998 an Singapore Airlines.

## Zwischenfälle
Lion Air verzeichnete in ihrer Geschichte acht Zwischenfälle mit Flugzeugverlust, davon zwei mit Todesopfern. Weiterhin hat die Airline eine auffällig hohe Zahl an Zwischenfällen, bei denen eine Maschine bei Start oder Landung von der Piste abkam. Allein seit Januar 2009 listet The Aviation Herald sieben derartiger Vorfälle.
- Am 14. Januar 2002 kam eine 32 Jahre alte Boeing 737-200 (Luftfahrzeugkennzeichen PK-LID) auf dem Lion-Air-Flug 386 nach einem Startabbruch 275 Meter hinter dem Ende der Start-/Landebahn 18 des Sultan Syarif Kasim II Flughafens zum Stehen. Bei diesem Zwischenfall gab es unter den 96 Passagieren und 7 Besatzungsmitgliedern keine Todesopfer, das Flugzeug wurde jedoch irreparabel beschädigt.[19]

- Am 30. November 2004 verunglückte eine McDonnell Douglas MD-82 (PK-LMN), als sie bei der Landung auf dem Flughafen Surakarta infolge von Rückenwind und Aquaplaning über die Landebahn hinausschoss. Bei diesem Unfall verloren 23 Passagiere und 2 Besatzungsmitglieder ihr Leben (siehe auch Lion-Air-Flug 583).[20]

- Am 4. März 2006 verunglückte eine McDonnell Douglas MD-82 auf Lion-Air-Flug 8987 am Flughafen Surabaya-Juanda. Die Maschine kam bei der Landung seitlich von der Piste ab, wobei das gesamte Fahrwerk einknickte und die Maschine mit der Bauchsektion über eine Grünfläche schlitterte. Von den 144 Insassen kam niemand zu Schaden, die Maschine wurde jedoch auf Grund einer Schadenshöhe von etwa drei Millionen US-Dollar als Totalverlust abgeschrieben.[21]

- Am 24. Dezember 2006 verunglückte eine Boeing 737-400 auf Lion-Air-Flug 792 bei der Landung auf dem Flughafen Ujung Pandang-Hasanudin. Das Flugzeug kam nach einer zweifachen Sprunglandung seitlich von der Landebahn ab. Das rechte Hauptfahrwerk wurde abgerissen, das linke ragte über die Flügelsektion heraus und der Rumpf war verzogen. Die Maschine musste als Totalverlust abgeschrieben werden. Die 164 Insassen überstanden den Vorfall unverletzt.[22]

- Am 9. März 2009 kam eine McDonnell Douglas MD-90 auf Lion-Air-Flug 793 bei der Landung auf dem Flughafen Jakarta-Soekarno-Hatta seitlich von der Landebahn ab, wobei das Hauptfahrwerk einknickte und die Maschine mit der Rumpfunterseite aufsetzte. Die 172 Personen an Bord überstanden den Vorfall unbeschadet, das Flugzeug musste jedoch als Totalverlust abgeschrieben werden.[23]

- Am 2. November 2010 überschoss eine Boeing 737-400 auf dem Lion-Air-Flug 712 die Landebahn des Flughafens Pontianak-Supadio. Die 175 Insassen verließen die Maschine unverletzt. Die Triebwerke, das vordere Fahrwerk und die Unterseite des Flugzeugrumpfs wurden stark beschädigt, die Maschine musste als Totalverlust abgeschrieben werden.[24]

- Am 13. April 2013 setzte eine Boeing 737-800 (PK-LKS) auf dem Lion-Air-Flug 904 im Anflug auf den Flughafen Denpasar auf Bali vor der Landebahn im Meer auf und zerbrach in zwei Teile. Alle 108 Insassen überlebten den Unfall. Trotz fehlender Landebahnsicht war der Anflug fortgesetzt worden; das Durchstarten wurde dann zu tief eingeleitet. Flugbegleiter waren zum Teil nie praktisch für eine Evakuierung geschult worden.[25] Im Untersuchungsbericht wurden jedoch auch Flughafenbetreiber und die indonesische Luftfahrtbehörde angesprochen. In den letzten zehn Jahren bis zu diesem Unfall im Jahr 2013 kam es zu 29 Totalverlusten bei Passagierflügen in Indonesien, davon 18 mit insgesamt 450 Todesopfern.[26]

- Am 29. Oktober 2018 stürzte eine Boeing 737 Max 8 (PK-LQP) am frühen Morgen vor der Küste Javas ins Meer. Das mit 189 Personen voll besetzte Flugzeug war von Jakarta auf dem Weg nach Pangkal Pinang. Um 06:33 Uhr Ortszeit, 13 Minuten nach dem Start vom Flughafen Soekarno-Hatta in Jakarta, verlor die indonesische Flugsicherung den Kontakt zu der Maschine. Alle 189 Insassen kamen ums Leben (siehe auch Lion-Air-Flug 610).[27][28]